# Крижанівська Ольга Іванівна
Ольга Іванівна Крижанівська (*5 грудня 1957) — кандидат філологічних наук, доцент кафедри української мови Центральноукраїнського державного педагогічного університету імені Володимира Винниченка, старший викладач кафедри теорії і методики середньої освіти Кіровоградського обласного інституту післядипломної педагогічної освіти імені Василя Сухомлинського.

## Творчий шлях
Ольга Іванівна досвідчений викладач кафедри української мови, на якій працює  з 1980 року, коли й закінчила філологічний факультет тодішнього Кіровоградського державного педінституту ім. О. С. Пушкіна (нинішній ЦДПУ ім. В.Винниченка). Викладає історичну граматику української мови (найвагоміший курс з філологічних дисциплін) та синтаксис сучасної української літературної мови (ядерний курс сучасної української літературної мови), — і керує написанням дипломних і магістерських робіт.
Кандидатську дисертацію на тему: «Валентність морфем в основах українських ойконімів» захистила в Дніпропетровському державному університеті 1995 року.
Ольга Іванівна — старший викладач кафедри теорії і методики середньої освіти Кіровоградського обласного інституту післядипломної педагогічної освіти імені Василя Сухомлинського: тут приділяє особливу увагу питанням організації процесу професійної підготовки працівників освіти в плані науково-методичного, навчального та організаційного забезпечення підвищення кваліфікації у системі післядипломної педагогічної освіти.

## Науковий доробок
Автор понад 100 наукових і навчально-методичних публікацій. Серед них:
- Крижанівська О. Інверсійний словник ойконімів України. — Кіровоград. : РВЦ КДПУ ім. В. Винниченка,

2001. — 218 c;
- Крижанівська О. Історія української мови (вступ, історична фонетика, історична граматика) : Курс лекцій. — Кіровоградський держ. педагогічний ун-т ім. Володимира Винниченка. — Кіровоград, 2003. — 124 с.
- Крижанівська О. Історія української мови: модульний курс.
- Крижанівська О. Історія української мови. Історична фонетика. Історична граматика : навч. посіб. — К. : ВЦ «Академія», 2010. — 248 с
- Крижанівська О. Сучасна українська літературна мова: культура мовлення і практична стилістика.
- Крижанівська О. (у співавторстві) Дивосвіт рідної мови. - Кіровоград: Центрально-Українське видавництво, 1994 р.

У 2010 році вийшов навчальний посібник «Історія української мови. Історична фонетика. Історична граматика»(Видавництво «Альма-матер»), який у Першому всеукраїнському конкурсі видань для вищих навчальних закладів «Університетська книга — 2010» посів перше місце в номінації «Краще навчальне видання з філологічних наук». Посібником, який затверджений Міністерством освіти і науки України, користуються провідні гуманітарні Вузи.

## Нагороди
Відмінник освіти України, нагороджена Почесними грамотами Міністерства освіти і науки України та кіровоградської облдержадміністрації.